# Le ragazze della notte
Le ragazze della notte (Girls' Night) è un film del 1998 diretto da Nick Hurran e interpretato da Brenda Blethyn e Julie Walters.
Inizialmente destinato alla distribuzione televisiva sul canale britannico ITV, il film è liberamente ispirato all'esperienza vissuta dall'attrice e sceneggiatrice Kay Mellor.

## Trama
Jackie e Dawn sono due operaie inglesi di mezza età, colleghe e grandi amiche. Dawn ha sposato il fratello di Jackie, che sta vivendo una crisi coniugale ed ha una storia con Paul, il gestore di un bingo club. Una sera, Dawn riesce a sbancare il jackpot e decide di dividere la vincita con l'amica, alla quale però viene presto diagnosticato un tumore. Dawn rifiuta di curarsi ed è invece intenzionata a realizzare il suo sogno di andare a Las Vegas. Le due amiche iniziano quindi un viaggio in cui conoscono l'affascinante Cody e finalmente vivono al massimo le loro emozioni, finché le condizioni di Dawn iniziano a peggiorare.

## Distribuzione
Dopo l'anteprima del gennaio 1998 al Sundance Film Festival e la proiezione al Festival di Berlino del 13 febbraio, il film è stato distribuito nel Regno Unito dal successivo 26 giugno.
In seguito è stato proiettato al Chicago International Film Festival (ottobre 1998) e al Buenos Aires Festival Internacional de Cine Independiente (7 aprile 2000).

### Date di uscita
- Regno Unito (Girls' Night) - 26 giugno 1998
- Danimarca - 9 ottobre 1998
- Germania (Girls' Night - Jetzt oder nie) - 5 novembre 1998
- Austria (Girls' Night - Jetzt oder nie) - 13 novembre 1998
- Islanda - 13 novembre 1998
- Svizzera - 27 novembre 1998
- Israele - 4 dicembre 1998
- Giappone - 27 febbraio 1999
- Australia - 11 marzo 1999
- Nuova Zelanda - 15 maggio 1999
- Norvegia - 21 maggio 1999
- Argentina (Apostando a vivir) - 11 maggio 2000
- Italia (Le ragazze della notte) - 14 luglio 2000

## Accoglienza

### Incassi
Nel Regno Unito il film ha riportato un incasso di 59.104 sterline nella prima settimana di proiezione in cui è uscito in 35 sale. Al 19 luglio 1998 gli incassi complessivi sono stati di 407.094 sterline.

### Critica
Il critico Dennis Harvey, nella sua recensione sulla rivista Variety ha apprezzato la prova delle due attrici britanniche, sebbene «i loro sforzi riescano ad elevare questo film strappalacrime piuttosto banale solo fino ad un certo punto».

## Riconoscimenti
- 1998 - Festival internazionale del cinema di Berlino

Nomination Orso d'oro per il miglior film
- 1999 - San Francisco International Film Festival

Silver Spire (Television/Drama-Television Feature) a Nick Hurran